# (2998) Берендея
(2998) Берендея (лат. Berendeya) — типичный астероид главного пояса, который был открыт 3 октября 1975 года советским астрономом Людмилой Черных в обсерватории Крыма и назван в честь страны берендеев из сказки А. Н. Островского «Снегурочка».

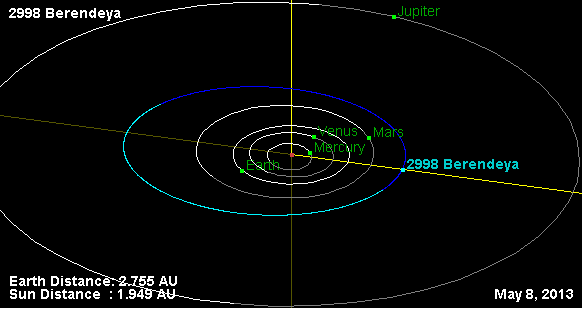
Орбита астероида Берендея и его положение в Солнечной системе